# Кадосно (Псковская область)
Кадосно — деревня в Куньинском районе Псковской области России. Входит в состав Жижицкой волости.

## География
Расположена в 6 км к западу от волостного центра, деревни Жижица и в 20 км к востоку от райцентра, пгт Кунья; в 0,9 км от побережья озера Кадосно.
Деревня находится на пересечении железной дороги (Великие Луки — Кунья — Жижица) и местного значения автодороги Кунья — Груздово  — Плотично (Тверская область).

## Население
| 2001 | 2002 | 2010 |
| ---- | ---- | ---- |
| 51   | ↘43  | ↘33  |

Численность населения деревни по оценке на начало 2001 года составляла 51 житель.